# Microscopie à force atomique couplée à la spectroscopie infrarouge

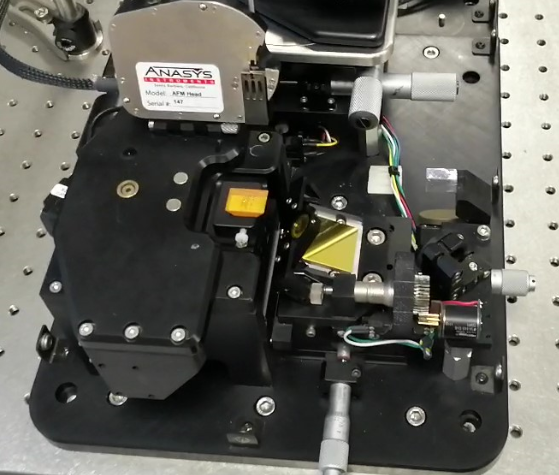
Premier prototype de l'AFM-IR en 2005

La  microscopie à force atomique couplée à la spectroscopie infrarouge — aussi appelée résonance photothermique induite et, souvent abrégée avec les acronymes anglophones AFM-IR (Atomic Force Microscope-Infrared Radiation) ou PTIR (PhotoThermal Induced Resonance) — est une technique permettant de réaliser la cartographie chimique d’un échantillon avec des résolutions nanométriques.
Elle offre ainsi la possibilité d’étudier en détail la structure et la composition chimique d’un échantillon, avec une résolution dépassant la spectromicroscopie infrarouge conventionnelle.
Elle peut être utilisée en science des matériaux et en biologie.
Comme son nom l'indique, cette technique est la combinaison de la microscopie à force atomique et de la spectroscopie infrarouge.
Une version commerciale de l’instrument, connue sous le nom de nanoIR, est proposée par la société Anasys, unique entreprise possédant actuellement le brevet de l'invention.

## Histoire
La microscopie à force atomique couplée à la spectroscopie infrarouge est basée sur la dilatation thermique, un phénomène qui fut beaucoup étudié au cours des XVIIe siècle, XVIIIe siècle et XIXe siècle pour concevoir, notamment, le célèbre modèle du gaz parfait.
Le concept de cette technique a été proposé pour la première fois par Alexandre Dazzi et ses collaborateurs à l'Université Paris-Sud en 2005 (Breveté en copropriété entre la société américaine Anasys instruments, le CNRS et l’université Paris- Sud le 15 mai 2009, accepté le 21 avril 2010 et publié en ligne le 30 juin 2010).
Alexandre Dazzi recevra le prix « Ernst Abbe » en novembre 2014 pour cette découverte.
Alexandre Dazzi et son équipe ont utilisé le rayonnement InfraRouge pulsé fourni par le laser à électrons libres CLIO (Centre Laser Infrarouge d’Orsay) pour stimuler l'absorption moléculaire et créer une dilatation du matériau étudié détectable uniquement par le microscope à force atomique. Ce type de laser est capable de créer des macro-impulsions InfraRouge de 10 µm, avec une fréquence d'émission de 25 Hz. Chaque macro-impulsion renferme des micro-impulsions (environ 10) espacées dans le temps de 16 nanosecondes.

## La spectroscopie infrarouge
La spectroscopie infrarouge est une technique permettant de déterminer la composition d'un échantillon. On travaille sur des échantillons gazeux, liquide ou encore solide. L'infrarouge est divisé en trois domaines; le proche infrarouge, le plus énergétique, s'étend de 14 000 à 4000 cm-1 (0,7-2,5 μm en longueurs d'onde), le moyen allant de 4000 à 400 cm-1 (2,5-25 μm) et pour finir l'infrarouge lointain, de 400 à 10 cm-1 (25-1000 μm). Chaque groupe fonctionnel aura une signature spectrale, c'est-à-dire, chaque liaison possède une fréquence de résonance  et un niveau d'énergie d'absorption qui lui est propre. On dit qu'une molécule est active s'il y a une variation de son moment dipolaire. En envoyant des ondes infrarouges, on peut détecter la quantité absorbée (ou transmise) pour une énergie donnée, et ainsi déduire quelles liaisons sont présentes à quel endroit. On obtient alors des vecteurs d'ondes qu'on peut comparer avec des données tabulées.
Un spectre d'absorption est obtenu en mesurant l'intensité d'un faisceau infrarouge avant et après son passage à travers l'échantillon puis en traçant l'absorbance en fonction du nombre d'onde grâce à la loi de Beer-Lambert.
{\displaystyle A=-log({\frac {I(\nu )}{I_{0}(\nu )}})=\kappa *lC} avec κ le coefficient d'extinction molaire et l, la longueur du trajet optique.
On peut aussi utiliser la transmittance en fonction du nombre d'onde.
Un spectre d'absorption est divisé en deux parties; la première est la région des groupes fonctionnels, soit les liaisons principales, allant de 4000cm-1 à 1500cm-1 et la deuxième étant les caractéristiques intrinsèques et spécifiques du composé, allant de 1500cm-1 à 400cm-1.
Néanmoins, étant donné que nous mesurons une intensité d'onde, celle-ci peut diffracter. Cette diffraction est le principal facteur limitant la résolution. On peut trouver dans le commerce des spectromètres avec une résolution de 0.001 cm-1.
Aussi, cette technique fonctionne presque exclusivement pour les échantillons avec des liaisons covalentes.
La spectroscopie infrarouge la plus souvent utilisée est la spectroscopie infrarouge à transformée de Fourier mais il existe aussi la spectroscopie infrarouge à diffusion Raman.

## La microscopie à force atomique, AFM
La microscopie à force atomique - souvent abrégée par l'acronyme anglophone AFM (Atomic Force Microscope)  - est une technique de microscopie à sonde locale permettant d'obtenir la topographie de la surface d'un échantillon, avec une précision nanométrique grâce à une pointe très fine (apex/largeur de la pointe de l'ordre du nanomètre).
Il existe plusieurs modes de fonctionnement de l'AFM. Les principaux sont le mode "contact", le mode "Tapping" et le mode "non contact".
Le mode "Contact", permet en balayant la surface avec la pointe du microscope, de détecter grâce à un laser des variations de hauteurs, ce qui nous permet de déduire les élévations et les creux de l'échantillon, c'est-à-dire sa topographie.
Cette technique a l'avantage d'être moins coûteuse et plus rapide que le MEB (microscope électronique à balayage), tout en ayant une résolution légèrement inférieure, voire équivalente. De plus, la microscopie AFM peut être utilisée dans des milieux non-vides ou aqueux ai                            nsi que pour l'étude de cellules vivantes, ce que la microscopie électronique ne permet pas.
Cependant, cette méthode n’étudie que la surface de l'échantillon. Les propriétés internes, comme la composition et l'organisation chimique, ne sont des données accessibles qu'avec d'autres techniques d'analyses.
Le microscope à force atomique est surtout utile pour les études tribologiques ou la biologie moléculaire

## Principe de l'AFM-IR
Le principe de l'AFM-IR est de détecter mécaniquement grâce à la pointe de l'AFM, la dilatation thermique induite dans l’échantillon lorsque celui-ci absorbe un rayonnement infrarouge. Plus l'échantillon va absorber le rayonnement, plus celui-ci va dilater. Vu que chaque longueur d'onde est absorbée par un type de liaison particulier, on peut ainsi remonter à la composition de l'échantillon.
Les distorsions spectrales dans les spectres AFM-IR sont généralement beaucoup moins importantes que celles du microscopie à balayage en champ proche (s-SNOM) qui lui mesure l'amplitude et la phase de la lumière dispersée à partir d'une pointe à proximité de l'échantillon. Il est important d'avoir une compréhension exacte des facteurs qui influencent les formes, les positions et les intensités des pics de l'AFM-IR afin d'assurer une bonne interprétation des différences spectrales et d'éviter une interprétation erronée des spectres.
Il existe différents modes pour enregistrer une spectre avec L'AFM-IR. Ces différents modes sont détaillés ci-dessous.

### Mode "Contact" simple

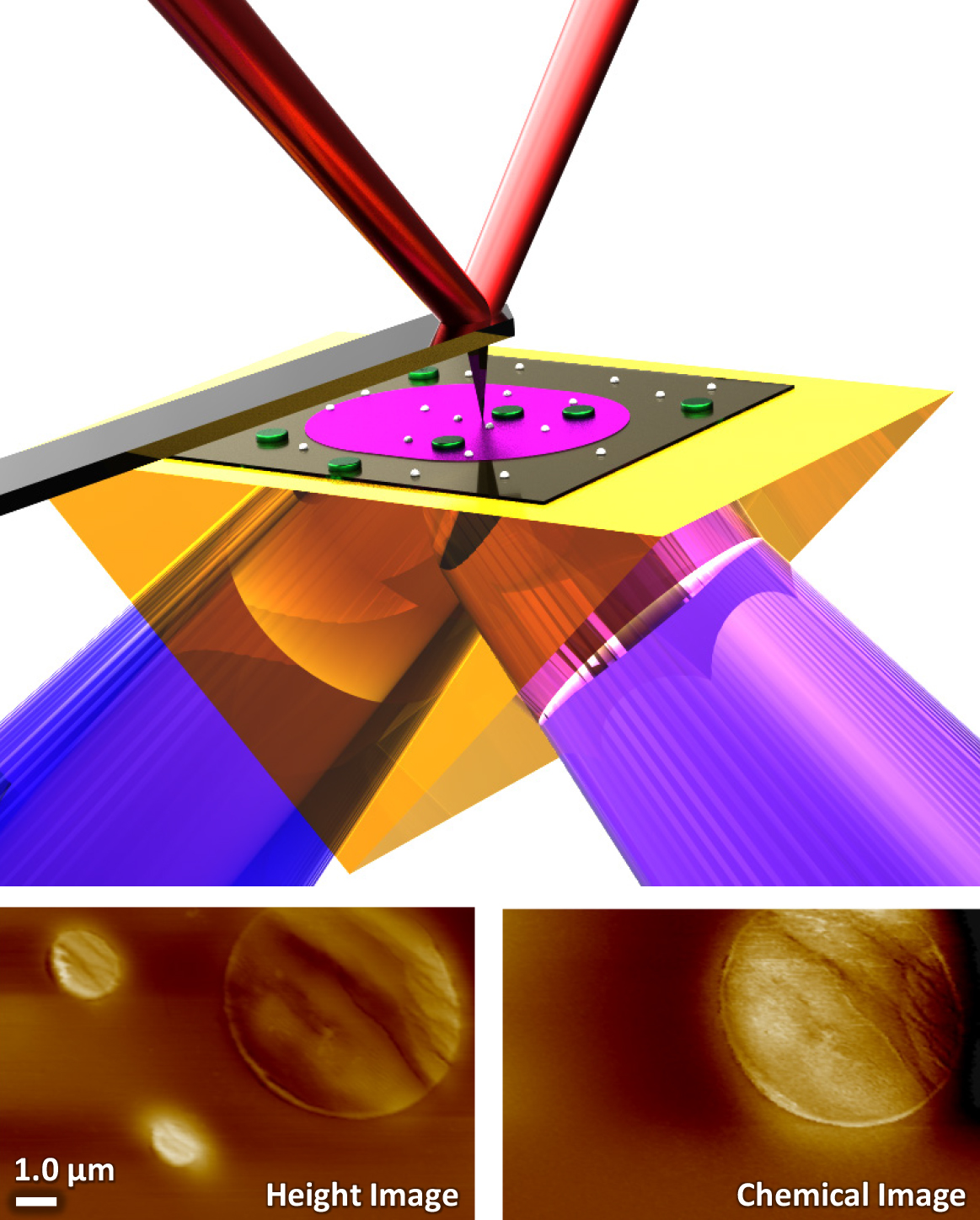
Montage de la résonance photothermique induite (PTIR ou l'AFM-IR).

La pointe du microscope à force atomique (AFM) est posé sur l'échantillon, en contact (cercle magenta sur l'image). On envoie sur celui-ci des impulsions infrarouge (en violet sur l'image), très brèves, de l'ordre de la dizaine de nanosecondes, généralement via des lasers à électrons libres. L'échantillon va absorber ces ondes et convertir l'énergie reçue en chaleur, ce qui va engendrer sa dilatation thermique et des vibrations lors de la relaxation de l'échantillon. Ses vibrations très courtes sont transmises à la pointe de l'AFM. Grâce à un laser (en rouge sur l'image) et un détecteur à quatre quadrants, on peut mesurer le déplacement vertical de la pointe (comme dans l'AFM classique). Le signal peut être analysé via transformée de Fourier pour déterminer les amplitudes et les fréquences des modes vibrationnels, permettant d'identifier la composition chimique d'un emplacement précis de l'échantillon. Plus l'échantillon absorbe d'infrarouge, plus il va dilater.
En pratique, l’échantillon est généralement déposé sur un prisme (en jaune sur l'image) en séléniure de zinc (ZnSe) qui a la propriété d’être transparent dans l’infrarouge (entre 0,45 μm et 21,5 μm), ce qui nous permet de connaître plus précisément la quantité net d'énergie envoyé sur l'échantillon étudié. Il est aussi transparent dans le rouge du spectre visible (~600-800 nm), ce qui facilite l'alignement optique.
Le mode "Contact" simple possède de certaines limitations contournables en utilisant d'autres modes de fonctionnement.
Dans ce mode, on est dans un régime d'oscillations amorties : la dilatation thermique va entraîner une seule excitation sur le levier ce qui entraîne son oscillation vers son état d'équilibre. Dans ce cas, l'information utile sur l'absorption infrarouge se trouve uniquement dans les premiers instants d'oscillations, c'est-à-dire au moment où l'amplitude du levier est maximale; le reste étant dû à l’amortissement avec l'air ou les frottements avec la pointe.
Concernant la cadence d'émission des impulsions infrarouges, elle est choisie arbitrairement. Il y a deux restrictions : il faut avoir suffisamment de temps afin que l'échantillon se relaxe et que le levier est dissipé tout mouvement résiduel (amortissement). En pratique, on peut atteindre une cadence de 1 kHz.

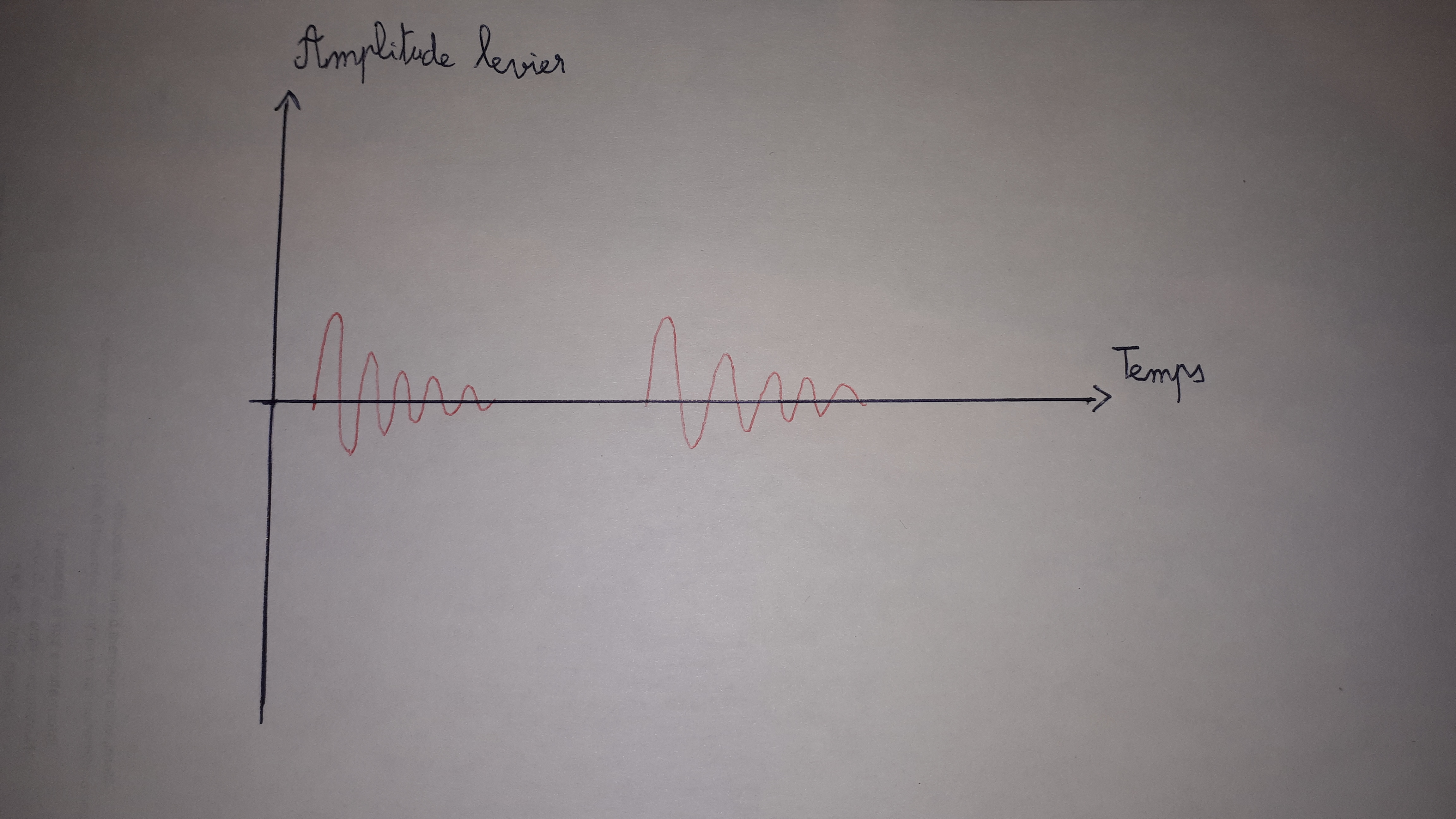
AFM-IR mode "Contact" simple, amplitude du levier en fonction du temps. (dessin théorique)

Aussi, la pointe a tendance à déplacer et déformer les nanoparticules étudiées, celles-ci étant généralement peu adhérentes à la surface et de grande taille ( >100 nm).
A propos de l'exemple sous le schéma du montage : en bas à gauche: l'AFM détecte la hauteur de deux petites particules de polystyrène et d'une grosse particule de polyméthacrylate de méthyle (PMMA). En bas à droite: la lumière est réglée pour être absorbée uniquement par le PMMA mais pas par le polystyrène. La combinaison des données et l'enregistrement d'images chimiques à différentes longueurs d'onde produit une carte de la topographie et de la chimie de la surface.

### Mode "Contact" avec renforcement par résonance

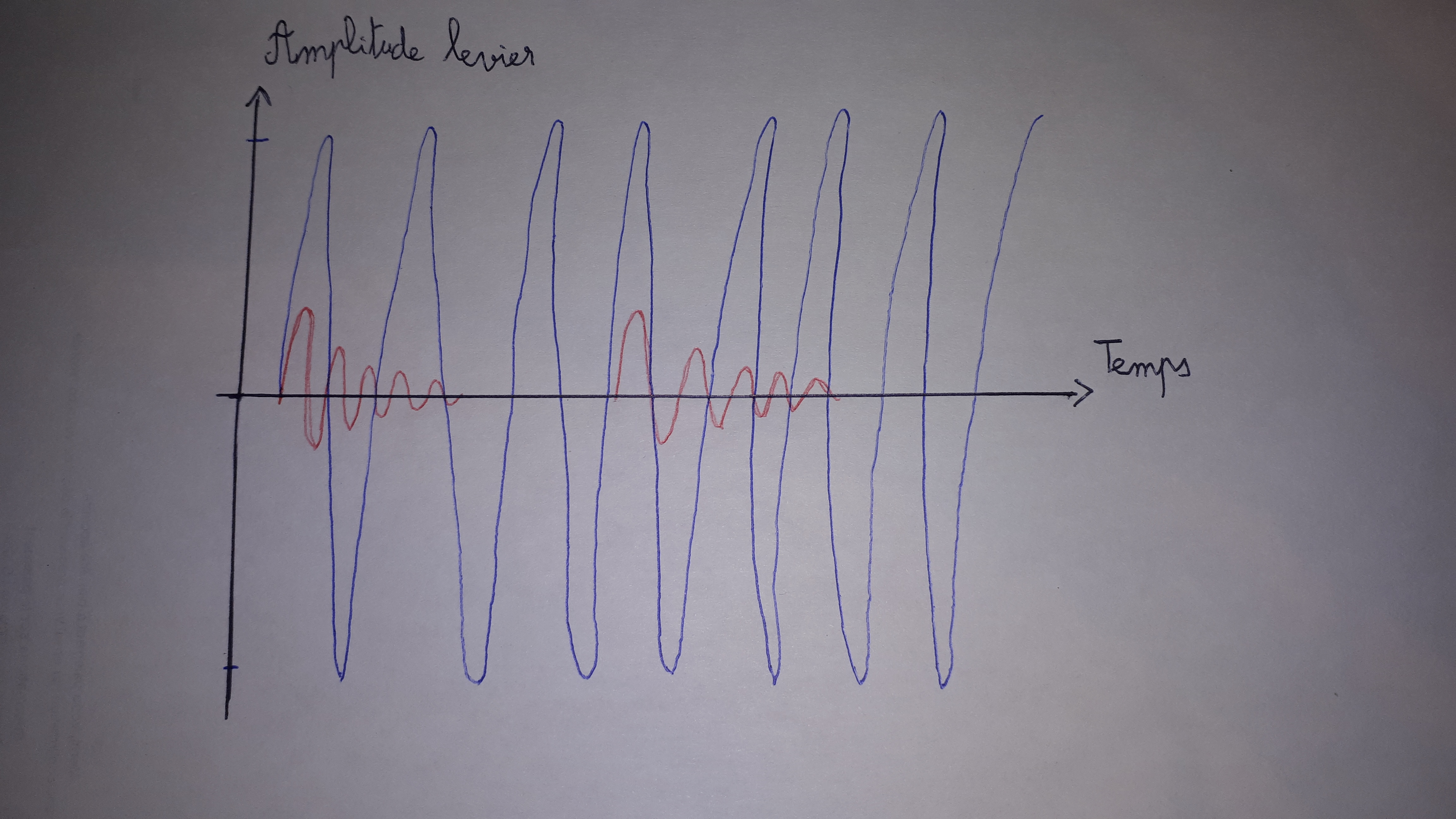
AFM-IR, amplitude du levier en fonction du temps. Comparaison entre mode "Contact" avec renforcement par résonance (en bleu) ou sans (en rouge) (dessin théorique)

Le principe du mode "Contact" avec renforcement par résonance est de passer à un régime d'oscillations forcées. On garde le même montage que le mode "Contact" simple. En jouant sur les pulsations du laser, on fait vibrer le levier à son premier mode de résonance (généralement plus de 100 kHz) afin de supprimer l'amortissement et les dissipations d'énergies qui pourraient gêner la mesure. Cela permet d'augmenter grandement la sensibilité par rapport au mode "Contact" simple - le signal peut être jusqu'à 10 fois plus important- et d'accélérer la prise de mesure.
On peut atteindre jusqu'à 2 MHz comme cadence d'émission des infrarouges, la valeur exacte dépend du levier qu'on utilise.
Cependant, tout comme le mode "Contact" simple, la pointe a tendance à déplacer et déformer les nanoparticules étudiées, celles-ci étant généralement peu adhérentes à la surface et de grande taille ( >100 nm).

### Mode "Tapping" avec renforcement par résonance
Le mode "Tapping" avec renforcement par résonance (le mode "Tapping" sans résonance n'existe pas) permet d'éviter de déplacer et de détériorer l'échantillon étudié. On garde le même montage que le mode "Contact" simple. Il consiste à faire vibrer le levier à sa fréquence fondamentale directement avec un moteur et de choisir une fréquence de tir du laser de telle sorte que la somme de ces deux fréquences soit égale au second mode de vibration du levier. Un signal non linéaire - dit hétérodyne - apparaît à l'interface entre la pointe du levier et l'échantillon. Celui-ci est directement relié à la dilatation thermique de l'échantillon.
On conserve tous les avantages du mode "Contact" avec renforcement par résonance (prise de mesure rapide, pas d'amortissement, grande sensibilité). De plus, la vibration du levier par un moteur permet un minimum de contact entre la pointe et l'échantillon, réduisant l'usure de la pointe, le déplacement et la déformation de l'échantillon.

## Exemples d’applications de la technique
Cette technologie de Anasys Instruments (NanoIR) est désormais appliquée systématiquement par des chercheurs industriels et universitaires pour étudier les polymères biodégradables et des spécimens de la biologie à travers les spectres d'absorption IR à une résolution spatiale non contraint par les limites de diffraction optique de la microscopie classique infrarouge et diffusion Raman. Les applications incluent: la chimie d'interface polymère, l'imagerie subcellulaire, la structure secondaire protéique de fibrilles simples et bien d'autres.
En ce qui concerne les domaines d’application de la technique de PTIR, l’équipe a illustré les capacités de la technique avec l’exemple de la bactérie Escherichia Coli. Cette bactérie, a été utilisée comme test pour vérifier que la technique était en effet bien adaptée pour effectuer la mesure d'absorption. La résolution obtenue est suffisante pour pouvoir explorer l'intérieur de bactérie, ce qui est impossible avec les  méthodes de microscopies optiques.
Ensuite, ils ont visé leurs recherches à adapter la technique aux fluides liquides, et les premières tentatives ont déjà donné des résultats encourageants.

### Dans le domaine de la biologie
Des expériences ont démontré la capacité à effectuer une spectroscopie chimique au niveau sub-cellulaire. Spécifiquement, la technique AFM-IR fournit une méthode sans étiquette pour cartographier les espèces absorbant les IR dans les matériaux biologiques.
On peut donc utiliser cette technique dans les tissus humains pour reconnaitre des calcifications ou bien dans les microorganismes pour y voir l'accumulation de biopolymères ou lipides, leur localisation et quantifications mais encore leur composition locale.

### Dans le domaine des polymères
L'AFM-IR a été utilisé pour cartographier les propriétés d’absorption IR de mélanges de polymères, de films multicouches, de films minces pour dispositifs actifs tels que les systèmes photovoltaïques organiques, de micro-domaines dans un copolymère semi-cristallin de polyhydroxyalcanoate, ainsi que de systèmes de mélange de modèles pharmaceutiques.

### Autres domaines d'application
La capacité à obtenir des spectres IR résolus spatialement ainsi que des images chimiques haute résolution recueillies à des nombres d'onde IR spécifiques a été démontrée. Des mesures complémentaires permettant de cartographier les variations de la rigidité de l'échantillon ont également été obtenues en suivant l'évolution de la fréquence de résonance de contact en levier AFM. Enfin, il a été démontré qu’en tirant parti de la possibilité de contrôler arbitrairement la direction de polarisation du laser à excitation infrarouge, il est possible d’obtenir des informations importantes sur l’orientation moléculaire dans les nanofibres électrofilées.
En astrochimie, l'AFM-IR peut être utilisée pour décrire la matière organique dans des micrométéorites.